# 옥탑방 라디오
《옥탑방 라디오》는 대한민국의 방송국인 한국방송공사의 라디오 채널 KBS 쿨FM(수도권 FM 89.1MHz)에서 2012년 11월 5일부터 2018년 6월 3일까지 매일 밤 12시부터 새벽 2시까지 방송된 라디오 프로그램이다.

## 역대 DJ
| 역대 | 진행자 | 진행 기간                          |
| ---- | ------ | ---------------------------------- |
| 1대  | 장윤주 | 2012년 11월 5일 ~ 2014년 12월 31일 |
| 2대  | 유지원 | 2015년 1월 1일 ~ 2016년 7월 17일   |
| 3대  | 김지원 | 2016년 7월 18일 ~ 2018년 2월 25일  |
| 4대  | 엄지인 | 2018년 2월 26일 ~ 6월 3일          |

## 코너

### 매일 코너
- 사연과 신청곡
- 어떤 이야기
- 안녕¸ 나의 순간들

### 요일 코너
- 월요일 음악의 발견
- 화요일 하드코어 인생아
- 수요일 500일의 썸머
- 목요일 이런 노래，없나요?
- 금요일 노래만 불렀지
- 토요일 동시상영 OST
- 일요일 오!마이 뮤지션